# Association de presse amateur
 (novembre 2021).
La mise en forme du texte ne suit pas les recommandations de Wikipédia : il faut le « wikifier ».
Les points d'amélioration suivants sont les cas les plus fréquents. Le détail des points à revoir est peut-être précisé sur la page de discussion.
- Les titres sont pré-formatés par le logiciel. Ils ne sont ni en capitales, ni en gras.
- Le texte ne doit pas être écrit en capitales (les noms de famille non plus), ni en gras, ni en italique, ni en « petit »…
- Le gras n'est utilisé que pour surligner le titre de l'article dans l'introduction, une seule fois.
- L'italique est rarement utilisé : mots en langue étrangère, titres d'œuvres, noms de bateaux, etc.
- Les citations ne sont pas en italique mais en corps de texte normal. Elles sont entourées par des guillemets français : « et ».
- Les listes à puces sont à éviter, des paragraphes rédigés étant largement préférés. Les tableaux sont à réserver à la présentation de données structurées (résultats, etc.).
- Les appels de note de bas de page (petits chiffres en exposant, introduits par l'outil «  Source ») sont à placer entre la fin de phrase et le point final[comme ça].
- Les liens internes (vers d'autres articles de Wikipédia) sont à choisir avec parcimonie. Créez des liens vers des articles approfondissant le sujet. Les termes génériques sans rapport avec le sujet sont à éviter, ainsi que les répétitions de liens vers un même terme.
- Les liens externes sont à placer uniquement dans une section « Liens externes », à la fin de l'article. Ces liens sont à choisir avec parcimonie suivant les règles définies. Si un lien sert de source à l'article, son insertion dans le texte est à faire par les notes de bas de page.
- La présentation des références doit suivre les conventions bibliographiques. Il est recommandé d'utiliser les modèles {{Ouvrage}}, {{Chapitre}}, {{Article}}, {{Lien web}} et/ou {{Bibliographie}}. Le mode d'édition visuel peut mettre en forme automatiquement les références.
- Insérer une infobox (cadre d'informations à droite) n'est pas obligatoire pour parachever la mise en page.

Pour une aide détaillée, merci de consulter Aide:Wikification.
Si vous pensez que ces points ont été résolus, vous pouvez retirer ce bandeau et améliorer la mise en forme d'un autre article.
Une association de presse amateur ( APA ) est un groupe de personnes qui produit des pages individuelles ou des magazines envoyés à un expéditeur central pour être réunis et distribués à tous les membres du groupe.

## Histoire
Les premières APA sont constituées de groupes d'imprimeurs amateurs. Le premier à devenir plus qu'un petit groupe informel d'amis est l'Association de Presse Amateur Nationale, (acronyme anglais : NAPA, National Amateur Press Association), fondée le 19 février 1876 par Evan Reed Riale et neuf autres membres à Philadelphie, en Pennsylvanie . Cette association est toujours active en 2018.
La première APA britannique est la British Amateur Press Association fondée en 1890. Celle-ci ne doit pas être confondue avec l'association du même nom lancée par les amateurs de bandes dessinées en 1978 (voir ci-dessous).
La deuxième APA des États-Unis est la United Amateur Press Association (UAPA) fondée en 1895 par un groupe d'adolescents comprenant William H. Greenfield (14 ans) et Charles W. Heins (17 ans) . Elle se transforme en confédération de petits éditeurs amateurs qui se divisent en deux organisations connues sous les noms d'UAP et d'UAAPA. L'American Amateur Press Association (AAPA) est fondée en 1936 à partir de ce dernier groupe.
La première APA de science-fiction est la Fantasy Amateur Press Association (FAPA) formée par un groupe de fans de science-fiction en 1937. Elle est toujours active en 2020. La Spectator Amateur Press Society (SAPS), fondée en 1947, est toujours active en 2012. VAPA, The Vanguard Amateur Press Association, formée en 1945, poursuit ses activités jusqu'en 1950.
La première bande dessinée APA est lancée par Jerry Bails en 1964 aux États-Unis. Appelée CAPA-alpha (parfois abrégé en K-a), elle grandit jusqu'à sa limite actuelle de 40 membres. Elle devient l'archétype de la plupart des APA de bandes dessinées qui suivront. Ses membres comprennent Dwight Decker, Mark Evanier, Carl Gafford, Fred Patten, Richard et Wendy Pini, Roy Thomas, Dan Alderson, Rick Norwood, Don Markstein, Don et Maggie Thompson et Jeffrey H. Wasserman. Le Fanzine d' animation Funnyworld de Michael Barrier commence comme une contribution CAPA-alpha.
Decker et Gafford sont également membres fondateurs de la coopérative de minicomics United Organisation Fanzine. La différence entre une coopérative et une APA est qu'une APA est dirigée par un expéditeur central, à qui les membres envoient des copies de leurs publications. L'expéditeur central compile ensuite tous les livres en un seul grand volume, qui est ensuite envoyé aux membres sous forme de « mailings » (appelés « packs » par quelques APA). Dans une coopérative, à l'inverse, il n'y a pas d'expéditeur central ; les membres distribuent leurs propres travaux, et sont liés par une newsletter, un symbole de groupe qui apparaît sur l'œuvre de chacun, et une liste de contrôle de groupe dans chaque  «fanzine des membres» .
Le premier APA européen de bande dessinée s'appelle PAPA et est lancé par un groupe de fans de bandes dessinées en janvier 1978. Peu après rebaptisé BAPA (pour « British APA »), il fête son vingt-cinquième anniversaire en 2003, mais ferme ses portes l'été suivant.
Le modèle APA est repris par les artistes dans les années 1980. Des groupes d'artistes apportent des éléments d'œuvres d'art dupliquées combinées et laissent de côté les éléments de conversation des APA basés sur les fandoms (ces pièces sont parfois appelées « art d'assemblage »). Pendant cette même période, un groupe de fans britanniques de science-fiction et de bandes dessinées met également en place une « tape APA» de courte durée, utilisant de la musique et des créations orales pour créer une anthologie commune.
La dernière évolution dans ce domaine est le développement de processus de distribution numérique, e-APA. Des copies des anciens « envois»  sont archivées sur la ressource en ligne eFanzines.

## Organisation
Avant l'avènement des bulletins électroniques ou d'Internet, les APA étaient un moyen pour des groupes de personnes très dispersés de discuter ensemble d'un intérêt commun dans un forum unique. Beaucoup sont fondés dans les années 1930 et plus tard par des fans de science-fiction, de bandes dessinées, musique, de cinéma et d'autres sujets comme moyen de développer des compétences en écriture, en conception et en illustration. De nombreux journalistes professionnels, écrivains et artistes exercent dans des groupes APA et des listes de diffusion par messagerie électronique.
Un Central Mailer (CM) (parfois appelé un directeur de distribution ou un éditeur officiel ) est le coordinateur d'un APA. Son rôle est de distribuer la publication de l'association à ses membres. Le CM gère les listes d'abonnement et le calendrier de publication. Il est généralement chargé de rechercher les membres pour assurer une participation maximale, bien que certains APA accumulent simplement des contributions entre les échéances et envoient par la poste tout ce qui est disponible à la date limite d'envoi.
Lorsque l'APA exige la soumission de plusieurs exemplaires par les contributeurs, le CM se contente de collecter les contributions. Certains APA impliquent la soumission d'une copie prête à photographier; dans ce cas, le CM organise la reproduction du matériel. La plupart des APA exigent que les membres soumettent une quantité minimale de matériel dans un format spécifié pour un nombre déterminé d'envois. Cette activité minimale (en abrégé "minac") est généralement spécifiée sous la forme (par exemple) : « au moins deux pages A4 pour au moins deux envois sur trois». La plupart des APA exigent également que chaque membre conserve un solde créditeur sur un compte de fonds central pour couvrir les frais de reproduction et d'affranchissement communs.
Dans la plupart des APA, le CM fournit un rapport administratif énumérant le contenu de chaque envoi et toute information commerciale associée à l'association. Cela peut inclure des comptes financiers, des informations sur les membres et certaines actualités. Bien que la plupart des APA aient des échéances prédéterminées à intervalles réguliers, il est normal que le CM spécifie explicitement les dates limites du prochain envoi dans chaque lettre.
Bien que certains APA soient autocratiques, la plupart fonctionnent sur une base démocratique et le CM préside généralement les discussions et organise les réunions de gestion.
Les APA qui exigent que les membres soumettent plusieurs copies de leur contribution (communément appelées « apazines ») fixent généralement une limite au nombre de membres et établissent une liste d'attente si cela devient nécessaire. Dans de nombreux cas, les personnes inscrites sur la liste d'attente sont autorisées à contribuer aux envois et peuvent recevoir des excès d'apazines fournis par les membres.

## Liste de quelques APA notables
Sauf indication contraire, ces APA sont basés aux États-Unis.
- Alarums and Excursions(Alarmes et excursions) – jeux de rôle
- Aotearapa - La publication de science-fiction la plus ancienne de Nouvelle-Zélande
- British Amateur Press Association - le premier APA britannique, principalement pour les imprimeurs amateurs
- British Amateur Press Association - un APA britannique indépendant de bande dessinée (1977-2004)
- CAPA-alpha (également connu sous le nom de K-a) – le premier APA de bande dessinée. Les anciens membres comprennent Mark Evanier, Carl Gafford, Fred Patten, Richard et Wendy Pini, Roy Thomas, Tony Isabella, Dan Alderson, Rick Norwood, Don Markstein, et Don et Maggie Thompson.
- Fantasy Amateur Press Association (FAPA) (Association de la presse amateur de fantaisie) – la première APA de science-fiction, fondée en 1937 par Donald A. Wollheim, toujours en activité en 2020. Les anciens membres incluent Forrest J Ackerman, Gregory Benford, James Blish, Robert Bloch, Marion Zimmer Bradley, FM Busby, Terry Carr, Jack Chalker, Willis Conover, E. Everett Evans, Richard Geis, Jim Harmon, Patrick & Teresa Nielsen Hayden, Lee Hoffman, Damon Knight, David Langford, Robert AW Lowndes, Sam Moskowitz, Frederik Pohl, Robert Silverberg et Wilson Tucker.
- Friends of Lulu – APA pour les membres de l'organisation de bandes dessinées pour les femmes, dont Trina Robbins, Heidi MacDonald, Deni Loubert, etc.; plusieurs numéros publiés en 1994
- Interlac – Bandes dessinées de la Légion des super-héros. Les anciens membres comprennent Jim Shooter (membre fondateur), Tom et Mary Bierbaum, Dave Cockrum, Colleen Doran, Paul Levitz, Tom McCraw et Mark Waid.
- Rowrbrazzle – anthropomorphes.
- United Fanzine Organization – Créateurs de mini-comics.

## Voir également
- Comité de correspondance
- Musée de la typographie et de l'imprimerie de Hamilton Wood

## Sources
- Spencer, Truman J (1957). L'histoire du journalisme amateur. The Fossils, Inc. 227 pp.
- Watts, Eric L., The New Moon Directory, auto-publié de 1988 à 1998 (contenait un index complet de tous les APA connus à l'époque).
- Wertham, Fredric, The World of Fanzines, (Carbondale & Evanston : Southern Illinois University Press, 1973)